# Кундево
Кундево (болг. Кундево) — село в Болгарии. Находится в Смолянской области, входит в общину Неделино. Население составляет 217 человек.

## Политическая ситуация
В местном кметстве Кундево, в состав которого входит Кундево, должность кмета (старосты) исполняет Стоян Любенов Козуев (Болгарская социалистическая партия (БСП)) по результатам выборов правления кметства.
Кмет общины Неделино — Илия Петров Вылчев (Болгарская социалистическая партия (БСП)) по результатам выборов в правление общины.